# 雪珠驼蝶螺
雪珠驼蝶螺（学名：Cavolinia longirostris）是翼足目真被殻亞目驼蝶螺科驼蝶螺属的一种。其种加词“longirostris”意为“长吻的”。

## 分佈
主要分布于台湾，常栖息在浅海沙底。